# زانولیموماب
زانولیموماب (انگلیسی: Zanolimumab), با نام تجاری HuMax-CD4 نوعی آنتی‌بادی مونوکلونال انسانی و یک داروی سرکوب‌کننده سیستم ایمنی است که برای درمان آرتریت روماتوئید, پسوریازیس, ملانوما و لنفوم سلول T جلدی و محیطی معرفی شده است. این دارو هم‌اکنون مراحل کارآزمایی فاز II را می‌گذراند.